# Epizoanthus paxii
Epizoanthus paxii är en korallart som beskrevs av Abel 1955. Epizoanthus paxii ingår i släktet Epizoanthus och familjen Epizoanthidae. Inga underarter finns listade i Catalogue of Life.